# Juka Nišidaová
Juka Nišidaová (japonsky 西田 優香), (* 27. prosince 1985 v Kagošimě, Japonsko) je japonská zápasnice – judistka.

## Sportovní kariéra
Judu se věnuje od 5 let. V roce 2008 byla hlavní kandidátkou na účast na olympijských hrách v Pekingu, ale přednost dostala Misato Nakamuraová. V dalších letech sváděla s Nakamuraovou tvrdé nominační boje a v roce 2012 jí opět musela při nominaci na olympijské hry v Londýně ustoupit. V roce 2013 si během Německé Grand Prix poranila pravý loket a v průběhu sezony podstoupila operaci. Na tatami se vrátila v roce 2014.

### Vítězství
- 2005 - 1x světový pohár (Praha)
- 2006 - 1x světový pohár (Hamburk)
- 2008 - 1x světový pohár (Kano Cup)
- 2009 - 1x světový pohár (Rio De Janeiro)
- 2010 - 3x světový pohár (Moskva, Ulánbátar, Kano Cup)
- 2011 - 1x světový pohár (Düsseldorf)
- 2012 - 1x světový pohár (Paříž), Masters (Almaty)
- 2015 - 1x světový pohár (Čching-tao)

## Výsledky
| Mistrovství světa |    | — |  | 3. |   | — | 1. | 2. |    | — | — | —  |  |  |  |  |  |  |  |  |  |
| Mistrovství Asie  | —  | — |  | —  | — | — |    | 1. | 1. | — |   | 3. |  |  |  |  |  |  |  |  |  |
| MS juniorů        | 1. |   |  |    |   |   |    |    |    |   |   |    |  |  |  |  |  |  |  |  |  |